# Jim Smith (baloncestista)
James Oliver "Jim" Smith (Cleveland, Ohio; 12 de abril de 1958) es un exjugador de baloncesto estadounidense que disputó dos temporadas en la NBA, además de jugar en la CBA, la liga italiana y la liga francesa. Con 2,06 metros de estatura, jugaba en la posición de ala-pívot.

## Trayectoria deportiva

### Universidad
Jugó durante cuatro temporadas con los Buckeyes de la Universidad Estatal de Ohio, promediando en total 7,0 puntos, 5,4 rebotes y 1,5 tapones por partido.

### Profesional
Fue elegido en la quincuagésimo cuarta posición del Draft de la NBA de 1981 por San Diego Clippers, donde jugó una temporada promediando 2,9 puntos y 2,5 rebotes por partido.
Tras ser despedido, jugó en la CBA hasta que en el mes de diciembre le ofrecieron un contrato de diez días con los Detroit Pistons, disputando cuatro partidos en los que promedió 2,0 puntos y 1,3 rebotes.
Al año siguiente se marchó a jugar a Europa, haciéndolo en la liga francesa durante dos temporadas, con un breve paso por el Granarolo Bologna de la liga italiana, donde únicamente disputó tres partidos en los que promedió 4 puntos y 5 rebotes.

## Estadísticas de su carrera en la NBA

### Temporada regular
| Temporada | Edad | Equipo             | Liga | P  | TIT | MIN  | TC  | TCA | %TC  | 3P  | 3PA | %3P | TL  | TLA | %TL  | R.OF. | R.DEF. | REB | ASIS | ROB | TAP | PER | FP  | PTS |
| 1981-82   | 23   | San Diego Clippers | NBA  | 72 | 3   | 11.9 | 1.2 | 2.3 | .509 | 0.0 | 0.0 |     | 0.5 | 1.2 | .459 | 1.0   | 1.5    | 2.5 | 0.6  | 0.3 | 0.7 | 0.7 | 2.6 | 2.9 |
| 1982-83   | 24   | Detroit Pistons    | NBA  | 4  | 0   | 4.5  | 0.8 | 1.0 | .750 | 0.0 | 0.0 |     | 0.5 | 1.0 | .500 | 0.0   | 1.3    | 1.3 | 0.0  | 0.0 | 0.0 | 0.0 | 1.0 | 2.0 |
| Total     |      |                    | NBA  | 76 | 3   | 11.5 | 1.2 | 2.3 | .514 | 0.0 | 0.0 |     | 0.5 | 1.2 | .461 | 0.9   | 1.5    | 2.5 | 0.6  | 0.3 | 0.7 | 0.6 | 2.5 | 2.9 |